# Неврокопска околия
Неврокопската околия е административно-териториална единица в България, съществувала от 1913 до 1959 година.
Околията е учредена през август 1913 година със заповед на Министерството на вътрешните работи и народното здраве, като част от Пловдивския окръг, върху частта от Неврокопската кааза, която остава в България по Букурещкия договор, сложил край на Междусъюзническата война. Околийски център е град Неврокоп. На 7 септември 1913 година е присъединена към новосъздадения Струмишки окръг. В 1920 година след предаването на Струмишко на Кралството на сърби, хървати и словенци и закриването на Струмишкия окръг, околията става част от Петричкия окръг.
В околията освен Неврокоп влизат следните села:
| - Абланица - Балдево - Баничан - Беслен - Блатска - Боголин - Боржоза - Брезница - Бръщен - Буково | - Вълкосел - Гайтаниново - Годешево - Горно Дряново - Горно Сингартия - Гостун - Гърмен - Даг чифлик - Дебрен - Долен | - Долно Дряново - Долно Сингартия - Дъбница - Жижево - Ковачевица - Копривлен - Корница - Кочан - Кремен - Крибул | - Крушево - Лески - Лещен - Либяхово - Лъжница - Лъки - Лялево - Марулево - Марчево - Мусомища | - Нова Ловча - Обидим - Ореше - Осеново - Осиково - Осина - Парил - Перица - Петрелик - Плетена | - Рибново - Садово - Сатовча - Скребатно - Слащен - Средна - Теплен - Тешово - Туховища - Филипово | - Фотовища - Фустаня - Фъргово - Хисарлъка - Циропол - Црънча - Чам чифлик - Юч дурук |

При новото административно-териториално деление, наложено от деветнадесетомайците в 1934 година, околията с указ на царя и на Министерството на вътрешните работи и народното здраве е включена в Пловдивската област. През септември 1943 година с постановление № 3 на Министерския съвет става част от новосъздадената Горноджумайка област. В 1949 година със Закона за разделяне на страната на окръзи става част от Горноджумайския окръг (от 1950 Благоевградски) до закриването на околиите в 1959 година. От 1950 година се нарича Гоцеделчевска околия.